# Yoldiella ovulum
Yoldiella ovulum is een tweekleppigensoort uit de familie van de Yoldiidae. De wetenschappelijke naam van de soort is voor het eerst geldig gepubliceerd in 2004 door La Perna.